# Regiunea Mtwara
Mtwara este o regiune a Tanzaniei a cărei capitală este Mtwara. Are o populație de 1.220.000 locuitori și o suprafață de 17.000 km2.

## Subdiviziuni
Această regiune este divizată în 7 districte:
- Lulindi
- Masasi
- Mtwara Rural
- Mtwara Urban
- Nanyumbu
- Newala
- Tandahimba